# ساکسس (میزوری)
ساکسس (به انگلیسی: Success) یک منطقهٔ مسکونی در ایالات متحده آمریکا است که در شهرستان تگزاس، میزوری واقع شده‌است. ساکسس ۴۲۷٫۹۴ متر بالاتر از سطح دریا واقع شده‌است.